# Справа болгарських медсестер
Справа болгарських медсестер — кримінальна справа за звинуваченням у навмисному зараженні більші ніж 400 дітей вірусом ВІЛ у 1998 році, порушена у Лівії проти п'яти болгарських медсестер і палестинського лікаря. За результатами судових засідань, підсудні були визнані винними і засуджені до смертної кари, яка була скасована вищою судовою інстанцією, а потім знову присуджена іншим судом. Рішенням урядової комісії Лівії вирок смертної кари був замінений довічним ув'язненням, але пізніше на прохання різних представників ЄС звинувачені медсестри і лікар були екстрадовані до Болгарії, де за указом президента країни вони були звільнені. Судові засідання, утримання підозрюваних під вартою, можливі тортури, за допомогою яких були отримані зізнання, а також таємні домовленості між різними європейськими політиками, які сприяли визволенню звинувачених, отримали неабиякий розголос у європейській і світовій пресі і мали значний вплив на стосунки Лівії з країнами Європейської спільноти.